# Fränzi Aufdenblatten
Franziska Christine Aufdenblatten detta Fränzi  (Zermatt, 10 febbraio 1981) è un'ex sciatrice alpina svizzera.

## Biografia

### Stagioni 1997-2002
Velocista in grado di competere anche in slalom gigante attiva in gare FIS dal dicembre del 1996, Fränzi Aufdenblatten esordì in Coppa Europa il 22 gennaio 1998 a Schönried in slalom speciale, senza completare la prova. Nel 2000 ai Mondiali juniores del Québec vinse la medaglia d'oro nella discesa libera e quella d'argento nella combinata; nella stessa stagione esordì in Coppa del Mondo, l'11 marzo 2000 nello slalom gigante di Sestriere, senza completare la prova.
Ai Mondiali juniores di Verbier 2001 vinse una seconda medaglia d'oro, questa volta nello slalom gigante, e bissò l'argento nella combinata; il 5 dicembre dello stesso anno a Ål ottenne la sua prima vittoria, nonché primo podio, in Coppa Europa, in slalom gigante. Nella stessa stagione nel circuito continentale vinse anche la sua seconda e ultima gara, lo slalom gigante di Arosa del 15 gennaio, e debuttò quindi ai Giochi olimpici invernali: a Salt Lake City 2002 tuttavia non concluse lo slalom gigante.

### Stagioni 2003-2006
Esordì ai Campionati mondiali a Sankt Moritz 2003, dove fu 15ª sia nel supergigante sia nella combinata e non completò lo slalom gigante. In Coppa del Mondo ottenne il primo podio (3ª in discesa libera) il 31 gennaio 2004 sulle nevi di Haus, giungendo alla spalle dell'italiana Isolde Kostner e dell'austriaca Renate Götschl.
Nella stagione seguente partecipò ai Mondiali di Bormio/Santa Caterina Valfurva 2005, piazzandosi 15ª nella discesa libera, 18ª nel supergigante, 26ª nello slalom gigante e 18ª nella combinata, mentre l'anno dopo fu al via ai XXII Giochi olimpici invernali di Torino 2006, dove si classificò 12ª nella discesa libera, 17ª nel supergigante, 16ª nello slalom gigante e non concluse la combinata.

### Stagioni 2007-2014
Ai Mondiali di Åre 2007 ottenne il suo miglior piazzamento in una rassegna iridata, 14ª nella discesa libera, e fu 19ª sia nel supergigante sia nello slalom gigante; due anni dopo, ai Mondiali di Val-d'Isère 2009, non concluse la prova di slalom gigante. Il 20 dicembre 2009 nella medesima località francese ottenne la sua unica vittoria in Coppa del Mondo, superando in supergigante la connazionale Nadia Styger e la statunitense Lindsey Vonn. Sempre in supergigante ottenne, l'11 febbraio 2011 a Ginevra Lélex, il suo ultimo podio in Coppa Europa (2ª).
19ª nel supergigante dei Mondiali di Schladming 2013, l'anno dopo ai XXII Giochi olimpici invernali di Soči 2014 fu 6ª nel supergigante, suo miglior risultato olimpico in carriera. Si ritirò al termine della stagione 2013-2014; si congedò dalla Coppa del Mondo con il suo ultimo podio in carriera, il 3º posto nel supergigante di Lenzerheide del 12 marzo, e dal Circo bianco in occasione di una gara FIS disputata a Zinal il 3 aprile successivo.

## Palmarès

### Mondiali juniores
- 4 medaglie:
  - 2 ori (discesa libera a Québec 2000; slalom gigante a Verbier 2001)
  - 2 argenti (combinata a Québec 2000; combinata a Verbier 2001)

### Coppa del Mondo
- Miglior piazzamento in classifica generale: 18ª nel 2004
- 4 podi (3 in discesa libera, 1 in supergigante):
  - 1 vittoria
  - 3 terzi posti

#### Coppa del Mondo - vittorie
| Data             | Località    | Paese   | Specialità |
| ---------------- | ----------- | ------- | ---------- |
| 20 dicembre 2009 | Val-d'Isère | Francia | SG         |

Legenda:

SG = supergigante

### Coppa Europa
- Miglior piazzamento in classifica generale: 15ª nel 2004
- 3 podi:
  - 2 vittorie
  - 1 secondo posto

#### Coppa Europa - vittorie
| Data            | Località | Paese    | Specialità |
| --------------- | -------- | -------- | ---------- |
| 5 dicembre 2001 | Ål       | Norvegia | GS         |
| 15 gennaio 2002 | Arosa    | Svizzera | GS         |

Legenda:

GS = slalom gigante

### Campionati svizzeri
- 15 medaglie[1]:
  - 6 ori (combinata[senza fonte] nel 2003; supergigante nel 2004; supergigante, slalom gigante nel 2008; discesa libera, supergigante nel 2012)
  - 4 argenti (supergigante nel 2000; supergigante nel 2005; discesa libera, supergigante nel 2006)
  - 5 bronzi (discesa libera nel 1999; discesa libera nel 2000; supergigante nel 2009; discesa libera nel 2011; slalom gigante nel 2012)